# 聯邦警察 (奧地利)
聯邦警察 (德語：Bundespolizei) 奧地利的主要國家執法機構。於2005年7月成立，是一個正式的警察部門。2005年，聯邦警察取代了對全國大部分地區進行管制的奧地利聯邦憲兵隊，以及對維也納，薩爾茨堡和格拉茨等主要城市中心進行管制的Polizei。聯邦警察也負責奧地利的邊防勤務。

## 外部連結
- Official Austrian Police Website

1. ↑  . OSCE POLIS.   [2008-03-30]. （原始内容存档于2014-03-13）.
2. ↑   (PDF).   [2021-03-05]. （原始内容 (PDF)存档于2012-08-13）.